# ويليام إس. هوارد
ويليام إس. هوارد (بالإنجليزية: William S. Howard)‏ هو محامي وسياسي أمريكي، ولد في 29 يونيو 1875، وتوفي في 1 أغسطس 1953 في أتلانتا في الولايات المتحدة. حزبياً، نشط في الحزب الديمقراطي. وقد انتخب عضو مجلس النواب الأمريكي.